# S-meter

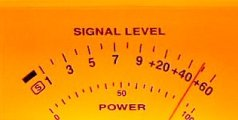
S-meter Ten-Tec Orion (transceptor de radioaficionado).

El S-meter abreviación del inglés: signal meter o signal strength meter, es un instrumento de medición que indica el nivel relativo de una señal recibida por un receptor de radio. Se instala normalmente en los receptores de radio con fines profesionales o de radioaficionado.

## Escala "S"

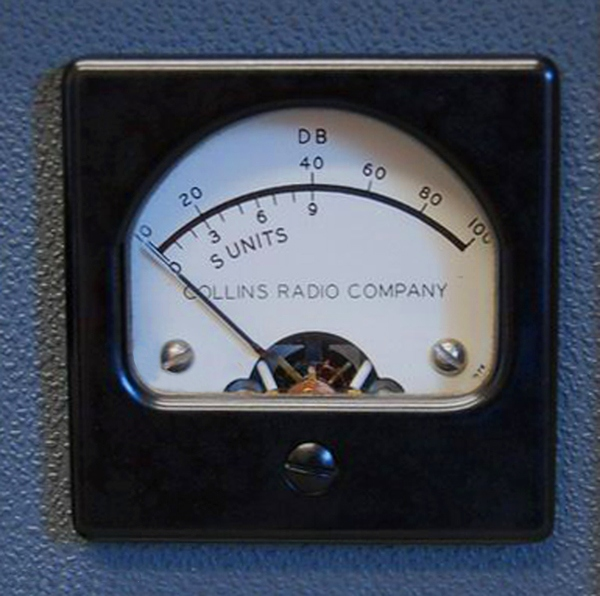
S-meter Collins indicando una nivel S9 a 100μ V o + 40 dB.

| Puntos S | μV (50 Ω) | dBm   | dBμV (50 Ω) | Watt    |
| -------- | --------- | ----- | ----------- | ------- |
| S9       | 50.2      | - 73  | + 34        | 50 pW   |
| S8       | 25.1      | - 79  | + 28        | 12.5 pW |
| S7       | 12.6      | - 85  | + 22        | 3.16 pW |
| S6       | 6.3       | - 91  | + 16        | 794 fW  |
| S5       | 3.2       | - 97  | + 10        | 200 fW  |
| S4       | 1.6       | - 103 | + 4         | 50 fW   |
| S3       | 0.8       | - 109 | - 2         | 12.6 fW |
| S2       | 0.4       | - 115 | - 8         | 3.16 fW |
| S1       | 0.2       | - 121 | - 14        | 794 aW  |

## Usos
Los radioaficionados lo utilizan frecuentemente para obtener el nivel de señal de su corresponsal, también se utiliza para orientar las  antenas directivas hasta obtener el nivel más alto, verificando que llega adecuadamente.
También es utilizado para localizar emisiones de señales electromagnéticas, (ondas de radio, generalmente), que en algún momento pudieran interferir en otros canales.